# Moskevský dům fotografie

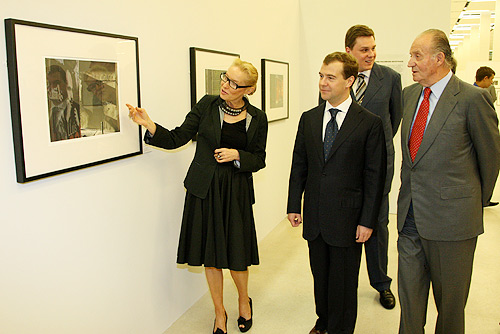
Výstava „Spain as seen by Russian photographers“ v MDF, ředitelka muzea Olga Sviblová s Juanem Carlosem I. a Dmitrijem Medveděvem

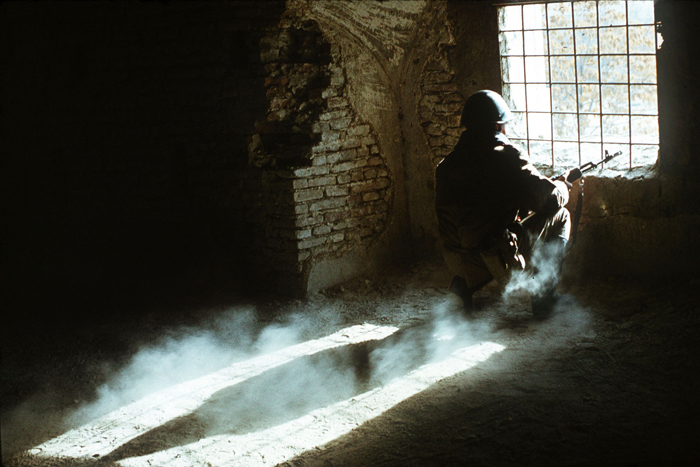
Michail Jevstafjev – voják v Afghánistánu

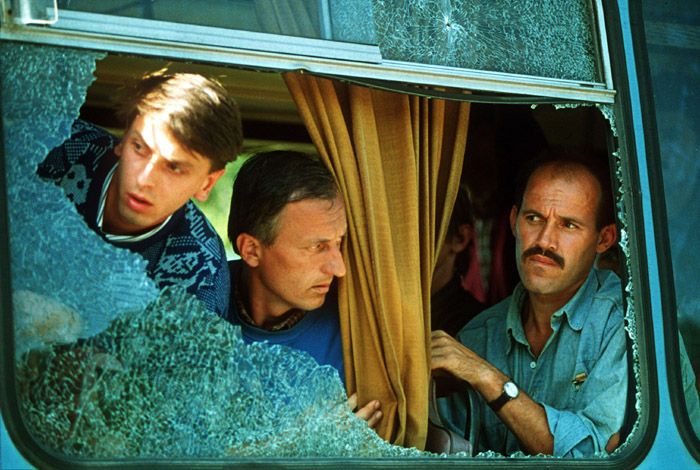
Michail Jevstafjev – bosenští Srbové v Sarajevu, 1992

Moskevský dům fotografie (rusky: Московский дом фотографии, МДФ, MDF) je ruský muzejní a výstavní komplex a první ruské muzeum, specializované na fotografii. Vlastní rozsáhlou sbírku starých a současných ruských a světových mistrů a organizuje festivaly a rozsáhlé projekty.

## Historie a současnost
Založila jej v roce 1996 Olga Sviblová, která je současně ředitelkou MDF. V posledních letech tato organizace uspořádala více než 1500 výstav ruských i zahraničních fotografů v Moskvě, regionech Ruska a cizích zemích. Sbírka muzea MDF dnes obsahuje více než 80 tisíc originálních fotografií a negativů.
Muzejní sbírky sestavuje z předních umělců fotografie a umění, včetně děl Alexandra Grinberga, Maxe Pensona, Alexandra Rodčenka, Dmitrije Baltermance, Georgije Petrusova, Jurije Jeremina, Ivana Šagina, Vadima Guščina, Anatolije Jegorova, Vsevolodi Taraseviče, Helmuta Newtona, Henri Cartier-Bressona, Brassaïe, Nobujoši Arakiho, Annie Leibovitzové, Nan Goldinové a mnohých dalších.
Ze současných ruských autorů jsou součástí sbírek muzea také díla fotožurnalisty Michaila Jevstafjeva.
Dům fotografie aktivně podporuje moderní ruské fotografy a umělce.
Každé dva roky pořádá MDF měsíc fotografie v Moskvě nazvaný Fotobienále (Фотобиеннале) a festival Móda a styl ve fotografii.

## Soutěž Stříbrná kamera
MDF také pravidelně pořádá každoroční soutěž o nejlepší fotografickou esej Moskva s názvem Stříbrná kamera (Серебряная камера). Soutěž se koná pod záštitou primátora hlavního města Moskvy Jurije Lužkova a odboru kultury.
Soutěž se koná ve třech kategoriích:
- Architektura
- Události a každodenní život
- Lidé

Soutěž je otevřená, zúčastnit se může profesionál i amatérský fotograf. Udělují se v každé kategorii tři ceny a také speciální ceny od partnerů a sponzorů soutěže. Celková výše odměn je k dnešnímu dni asi 50 tisíc dolarů.

#### Fotobienále
- Oficiální stránky «Fotobienále—2008» na www.photo-biennale.ru
- MDF > Fotobienále Archivováno 13. 8. 2007 na Wayback Machine.
- В Москве стартует Фотобиеннале-2008

#### Móda a styl ve fotografii
- MDF > Móda a styl 2009